# Agio di Corvey
Agio di Corvey (... – Corvey, 876) è stato un monaco cristiano tedesco.
Fu autore di una Vita Hathumodae (875), agiografia della badessa Hathumoda.